# Глогув-Малопольський
Гло́гув-Малопо́льський (пол. Głogów Małopolski) — місто в південно-східній Польщі. Належить до Ряшівського повіту Підкарпатського воєводства.
Розташовується в Сандомирській котловині.
27 березня 1934 р. Глогув отримав статус міста.

## Демографія
Демографічна структура станом на 31 березня 2011 року:
|          | Загалом | Допрацездатний вік | Працездатний вік | Постпрацездатний вік |
| -------- | ------- | ------------------ | ---------------- | -------------------- |
| Чоловіки | 2878    | 661                | 1993             | 224                  |
| Жінки    | 2938    | 658                | 1831             | 449                  |
| Разом    | 5816    | 1319               | 3824             | 673                  |